# Terell Ondaan
Terell Ondaan, né le 9 septembre 1993 à Hendon, est un footballeur international guyanien jouant poste d'ailier droit avec l'Universitatea Craiova.

## Biographie

### En sélection
En juin 2019, il est retenu par le sélectionneur Michael Johnson afin de participer à la Gold Cup organisée aux États-Unis, en Jamaïque et au Costa Rica. Il ne joue qu'un match contre le Panama, sortant à la 66e minute. 